# Filovia di Pavia
La filovia di Pavia fu in esercizio dal 1952 al 1968 nella città lombarda.

## Storia
La linea filoviaria pavese, costruita dalla Compagnia Generale di Elettricità di Milano, venne attivata il 3 febbraio 1952, due anni prima che a Pavia venisse soppressa la linea tranviaria che era in servizio dal 1913. Si trattava di una linea con andamento nord-sud, di 6 km di lunghezza, che congiungeva via Olevano con il bivio Gravellone passando per il centro cittadino e il Ponte Coperto.
La filovia ebbe vita breve (16 anni). Venne soppressa il 15 giugno 1968 per mancanza di mezzi ed insufficienze della rete elettrica e sostituita da un'autolinea. Il percorso della filovia è oggi ricoperto dal tracciato urbano della linea 1 della rete di autobus di Pavia, gestita fino al 2018 da LINE e da allora da Autoguidovie.

## Mezzi
| Numeri | Anno | Telaio          | Carrozzeria | Parte elettrica |
| ------ | ---- | --------------- | ----------- | --------------- |
| 1 a 6  | 1951 | Fiat 668F/124   | Cansa       | CGE             |
| 7, 8   | 1954 | Alfa Romeo 800F | Sirio       | Marelli         |